# Abigor (banda)
Abigor es una banda de black metal austríaca formada por Peter Kubik (f. 2 de septiembre de 2024) y Thomas Tannenberger. Después de la publicación de varias demos, el cantante original Tharen abandonó la banda y fue sustituido por Michael Gregor, alias Silenius, quien hizo de vocalista para todas las publicaciones de Abigor hasta la grabación de Channeling the Quintessence of Satan, durante la cual optó por dejar la banda. Thurisaz, quien estuvo en la banda de thrash metal Lost Victim junto con Tannenberger en los años 80, se unió a la banda y terminó la grabación del álbum. A finales de 1999, Thomas se fue de la banda por motivos personales. Después de su salida, Abigor publicó dos álbumes más antes de separarse en 2003.
En abril de 2006, Kubik y Tannenberger decidieron unirse otra vez. La banda actualmente trabaja en la grabación de nuevo material.
Los trabajos más tempranos de Abigor fueron inspirados por El Señor de los Anillos de J. R. R. Tolkien.
La carátula del EP Orkblut - The Retaliation es un collage de dos pinturas originales hechas para El Señor de los Anillos por el artista de género fantástico Ian Miller. La carátula del álbum Channeling the Quintessence of Satan es original del artista alemán Alberto Durero (Caballero, la Muerte y el Diablo, 1514).
La mayor parte de las publicaciones de Abigor fueron editadas por Napalm Records. Muchos miembros de Abigor forman o formaban parte en otras bandas y proyectos paralelos, tanto de black metal como de música ambiental. Entre estos grupos se incluyen: Amestigon, Summoning, Dominion III, Dargaard, Grabesmond, Pazuzu, Darkwell y Siegfried.

## Miembros
Actuales miembro
- Thomas Tannenberger (también llamado T.T): batería, guitarras.
- A. Sethnacht: voz
- Lucia-M. Fàroutan-Kubik: sintetizadores en directo (Grabesmond, ex Heidenreich)

Antiguos miembros
- Tharen (conocido como la Runa): voz (1993-1994), teclados (1993-1998)
- Silenius: voz (cantante de otra de las bandas de black metal inspiradas en J. R. R. Tolkien: Summoning)
- Thurisaz: voz, bajo.
- Stefan Fiori: voz (actualmente en Graveworm) (2001-2003)
- Peter Kubik: Guitarra, Bajo (1993-fall.2024)[1][2]

## Discografía
Álbumes de estudio
- 1994: Verwüstung - Invoke The Dark Age
- 1995: Nachthymnen (From the Twilight Kingdom)
- 1996: Opus IV
- 1998: Supreme Immortal Art
- 1999: Channeling the Quintessence of Satan
- 2001: Satanized
- 2007: Fractal Possession
- 2010: Time is the Sulphur in the Vein of the Saint...
- 2014: Leytmotif Luzifer (The 7 Temptations of Man)

EP
- 1995: Orkblut - The Retaliation (re-released 2006)
- 1997: Apokalypse
- 1998: Structures of Immortality (7" vinilo,)
- 2000: In Memory...
- 2004: Shockwave 666 (Dark Horizon Records)
- 2016: Kingdom of Darkness

Demos
- 1993: Ash Nazg...
- 1993: Lux Devicta Est
- 1994: In Hate & Sin
- 1994: Promo Tape II/94
- 1994: Moonrise

Reediciones
- 1998: Origo Regium 1993-1994 (reedición de demos)
- 2004: Nachthymnen + Orkblut (dos álbumes remasterizados en un CD)
- 2004: Verwüstung + Opus IV (doble CD remasterizado)